# Escut de Castell de Mur

Escut oficial de Castell de Mur

L'escut oficial de Castell de Mur té el següent blasonament:
Escut caironat: de gules, un mur d'or. Per timbre una corona de baró.

## Història
Va ser aprovat el 4 d'octubre de 2001 i publicat en el DOGC el 30 d'octubre del mateix any amb el número 3503, substituint l'escut antic de Mur, que fou adoptat per al nou municipi entre 1972 i 2001. L'escut antic de Guàrdia de Tremp, per tant, fou deixat d'utilitzar ja el 1972.
| Escut antic de Mur                      | Escut antic de Guàrdia de Tremp                        |
| Escut antic de Mur, vigent fins al 2001 | Escut antic de Guàrdia de Tremp, en desús des del 1972 |

## Interpretació
L'escut del municipi (format el 1972 amb la unió de Guàrdia de Noguera i Mur) són les armes parlants de la baronia medieval de Mur, representada també per la corona de baró.